# Minusio
Minusio (alpinlombardisch Minüs [miˈnyːs], dt. früher Maniss) ist eine politische Gemeinde im Schweizer Kanton Tessin. Sie gehört zum Bezirk Locarno und zu dessen Kreis Navegna.

Historisches Luftbild von Walter Mittelholzer (1919)

## Geographie
Minusio ist ein Nachbarort von Locarno und grenzt überdies an Muralto, Orselina, Avegno Gordevio, Brione sopra Minusio und Tenero-Contra. Es liegt zwischen dem Lago Maggiore und dem Cardada und besteht aus den Ortsteilen Borenco, Brighirolo, Cadogno, Ceresol, Ciossi, Fontile, Frizzi, Mappo, Mezzo, Mondacce und Rivapiana.

## Geschichte
Minusio war lange Zeit wichtiger als die heutige Stadt Locarno. Zum ersten Mal erwähnt findet es sich 1061 als Menuxio.
In der Römerzeit lag an der Stelle des heutigen Ortes ein römischer Vicus, mit Hafen, Wohnvierteln, Geschäftsvierteln, Nekropolen und Truppenlager; 1945 wurden verschiedene römische Gräber gefunden. Eine erste Kirche wird auf das 5. oder 6. Jahrhundert datiert. Die heutige Stiftskirche wurde 1190/1200 erbaut und diente bis 1816 auch als Pfarrkirche für Locarno. Im frühen 19. Jahrhundert verlor Minusio seine Bedeutung an die nahe gelegene Stadt, nachdem dort 1825/1826 ein neuer Hafen gebaut worden war. 
Auf den Fahrplanwechsel vom 10. Dezember 2023 erhielt Minusio eine eigene Station an der Bahnstrecke Giubiasco–Locarno.
Minusio sprach sich in einer konsultativen Volksabstimmung am 25. September 2011 mit 1762 zu 1259 Stimmen gegen eine Fusion mit den Gemeinden Locarno, Muralto, Orselina, Brione sopra Minusio, Mergoscia und Tenero-Contra aus. Weil sich nur in Locarno und Mergoscia eine zustimmende Mehrheit fand, beschloss das Tessiner Kantonsparlament, das Projekt nicht weiterzuverfolgen.

## Bevölkerung
Einwohnerzahlen: Volkszählungsdaten

## Politik
Minusio hat als Legislative ein Gemeindeparlament (Consiglio comunale) mit 40 Sitzen; die Exekutive ist der Gemeinderat (Municipio) mit 7 Sitzen. 
Sitzverteilung in den Gemeindewahlen vom 14. April 2024 im Gemeindeparlament: 16 Sitze für die FDP. Die Liberalen (Partito Liberale Radicale), 15 für die Vereinigten x Minusio (Uniti x Minusio), 7 für die Sozialistische Union und Unabhängige (Unione Socialisti e Independenti) und 2 für die Grünliberalen und Unabhängigen (Verdi Liberali ed Independenti).
Im Gemeinderat nehmen Einsitz: je 3 Vertreter der FDP und der Vereinigten x Minusio, 1 Vertreterin der Sozialistischen Union und Unabhängige. Dem Gemeinderat steht als Gemeindepräsident (Sindaco) Renato Mondada (FDP. Die Liberalen) vor.
In Minusio besteht neben der politischen Gemeinde nach wie vor eine Bürgergemeinde.

## Sehenswürdigkeiten
- Sakralbauten
  - Pfarrkirche Santi Rocco und Quirico[13]
  - Im Ortsteil Rivapiana liegt die Kirche San Quirico. Die 1313 erstmals erwähnte Kirche wurde im 18. Jahrhundert im barocken Stil neu erbaut. Im Kircheninnern sind an der Südwand Reste romanischer Malereien aus dem 13. Jahrhundert erhalten. Der romanische Glockenturm aus dem 13.–15. Jahrhundert diente früher als Wachturm.[13], Glockenturm
  - Oratorium Crocifisso[13]
  - Oratorium Madonna delle Grazie[13]
  - Oratorium San Giuseppe im Ortsteil Mondacce[13]
  - Oratorium Vergine dei Sette Dolori[13]
- Profanbauten
  - Gemeindehaus[13]
  - Früheres Kurhotel Esplanade[13]
  - Villa Margherita[13]
  - Villa San Quirico[13]
  - Villa Roccabella[13]
  - Pfarrhaus San Quirico[13]
  - Cà di Ferro, ein schlossartiges Gebäude, das sich der Urner Peter A Pro[14] von 1540 bis 1580 als Anwerbungskaserne für Schweizer Söldner (Reisläufer) erbauen liess. Die Kapelle Vergine dei Sette Dolori stammt aus dem Jahre 1630.[15][13]
- Museen und Kulturzentren
  - Sanctuarium Artis Elisarion, heute Kulturzentrum der Gemeinde Minusio
  - Museo Fiorenzo Abbondio, dem gleichnamigen Bildhauer gewidmet[16][13]
  - Museo Mecrì im Ortsteil Mondacce. Das 2014 gegründete Museum ist dem Tessiner Maler und Archäologen Aldo Crivelli (1907–1981) gewidmet, aber es werden auch Ausstellungen von zeitgenössischen Bildhauern veranstaltet.[17]
- Mit Persönlichkeiten verbundene Orte
  - Von 1873 bis 1874 bewohnte der zuvor in Locarno ansässige Revolutionär Michail Alexandrowitsch Bakunin die von seinem italienischen Freund Carlo Cafiero finanzierte Villa La Baronata, die zum Zufluchtsort für polizeilich gesuchte Revolutionäre werden sollte[13]
  - Hermann Hesse bewohnte 1919 für einige Wochen ein kleines Bauernhaus am Ortseingang, bevor er nach Sorengo zog und schliesslich in Montagnola eine zweite Heimat fand.
  - Auf dem Friedhof von Minusio befindet sich das Grab von Stefan George. An seinem Begräbnis im Dezember 1933 nahmen unter anderen Claus Schenk Graf von Stauffenberg und sein Bruder Berthold teil, die zum George-Kreis gehörten.[13]
  - Auf dem Friedhof befindet sich ferner das Grab von Robert Gilbert. Der Liedertexter (Ein Freund, ein guter Freund), Kabarettist (Theater Die Kleine Freiheit) und Musicalübersetzer (My Fair Lady, Cabaret (Musical) u. a.) lebte zuletzt von 1968 bis zu seinem Tod 1978 in Minusio.[18]

## Bilder

Minusio, historisches Luftbild von Werner Friedli (1953)
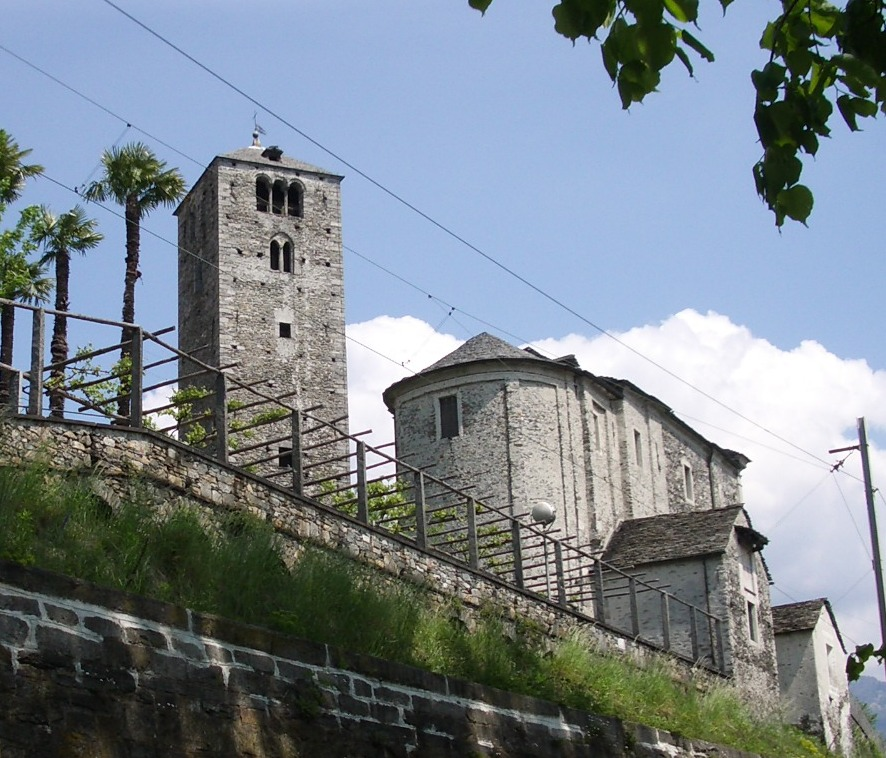
Kirche San Quirico, 13. Jahrhundert
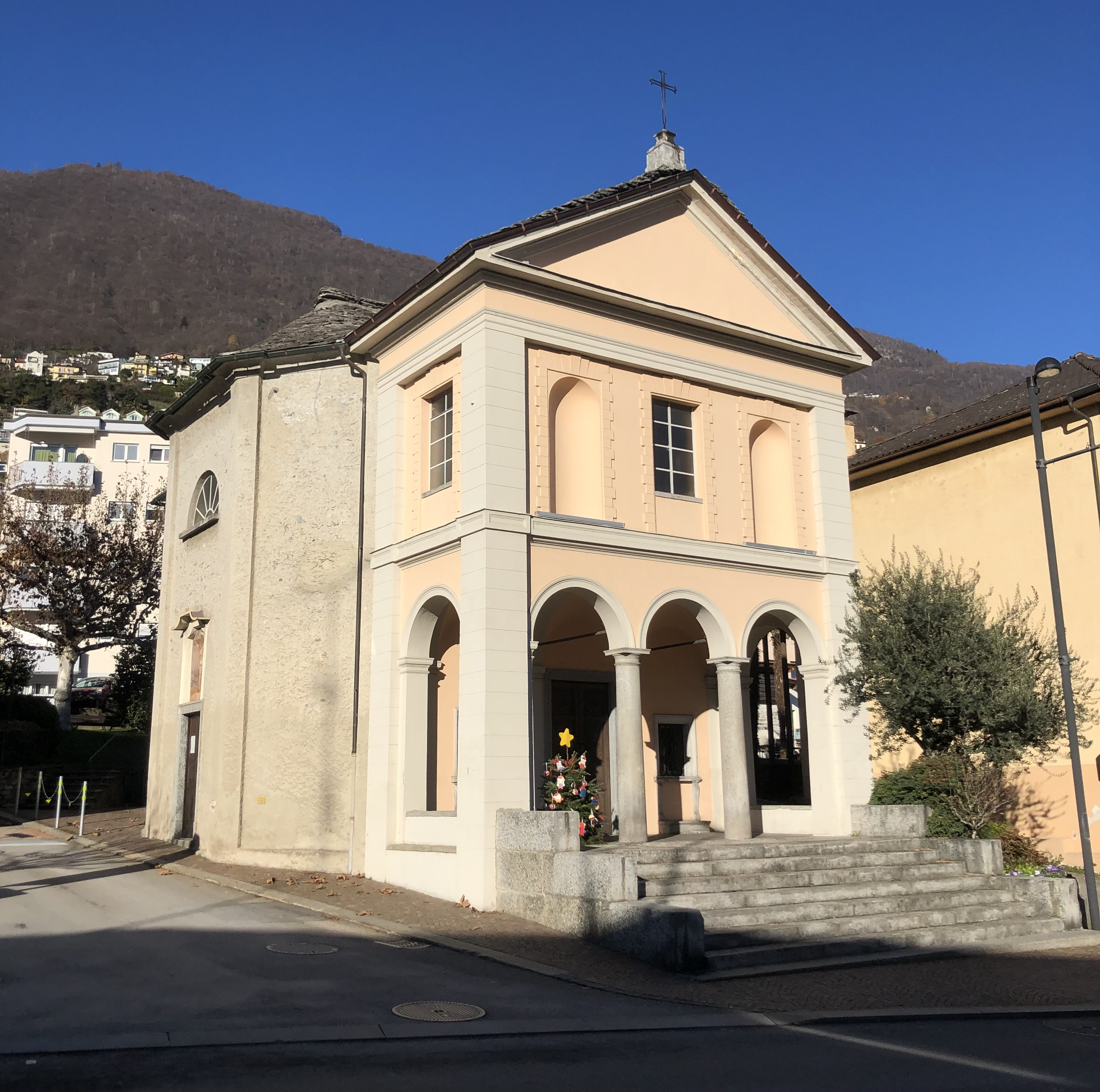
Oratorio del Crocifisso
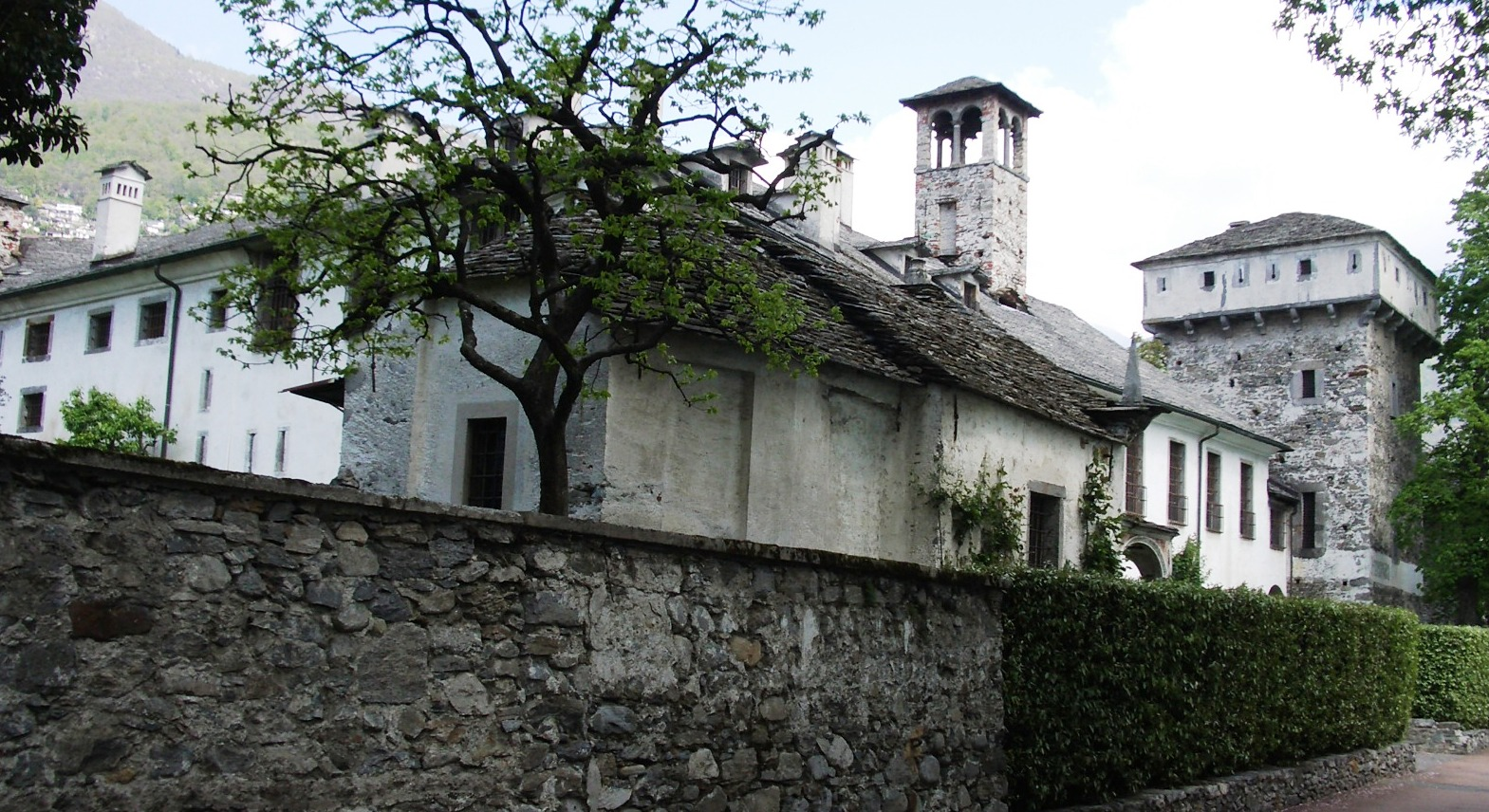
Werbekaserne Cà di Ferro, 16. Jahrhundert
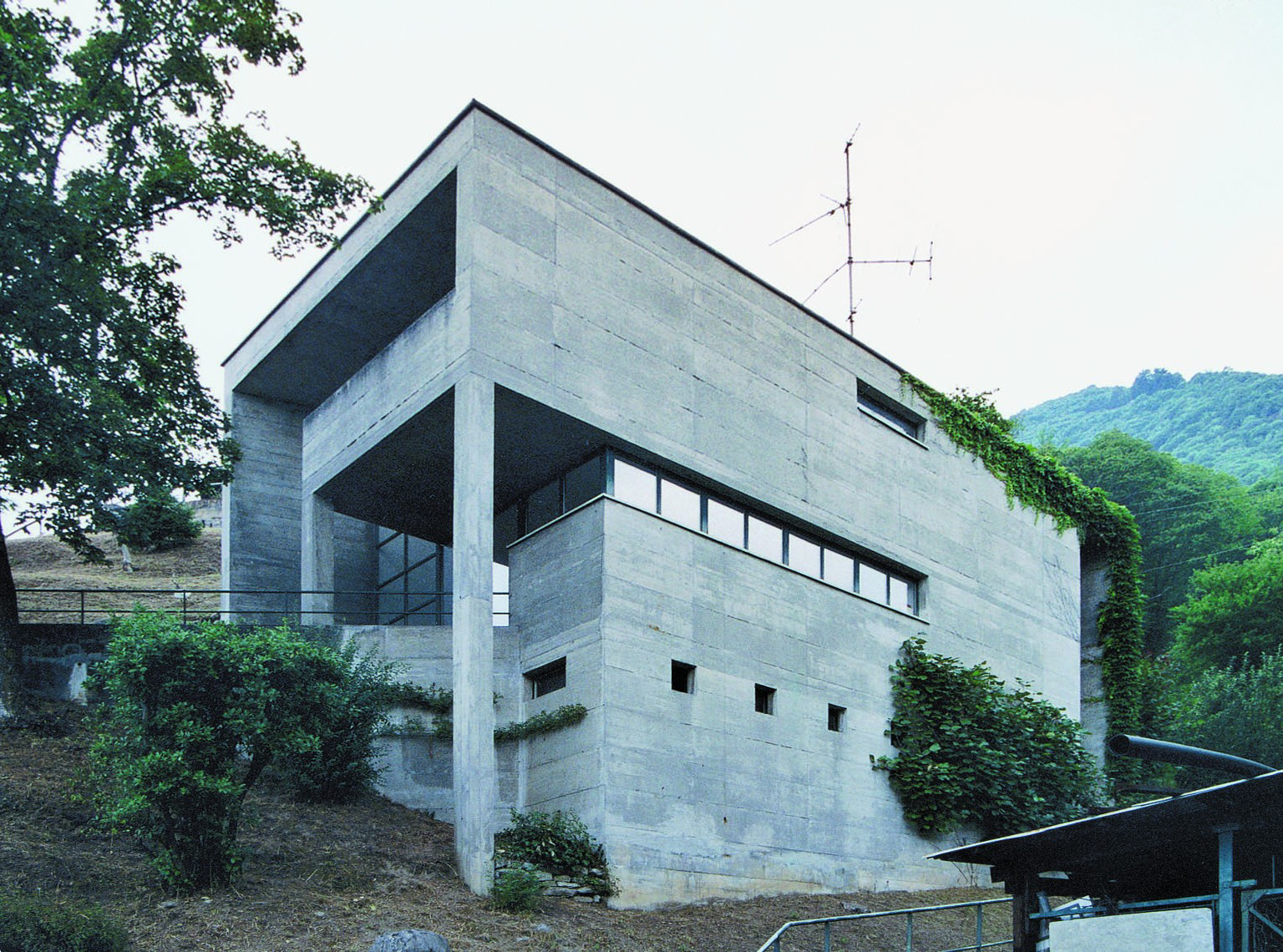
Casa Kalmann
Betkapelle bei Ca di Ferro. Historisches Bild von Leo Wehrli (1940)

## Sport
Der Fussballverein AS Minusio spielt derzeit in der 4. Liga. Ebenfalls existiert ein Schützenverein.